# Jesús camino del Calvario (Palencia)
Jesús camino del Calvario, también conocido como Camino del Calvario y La Verónica, es una obra realizada por José de Rozas, Antonio Vázquez y Bernardo López de Frías entre 1694 y 1696. Portado el Viernes Santo por la Cofradía de Nuestro Padre Jesús Nazareno y Nuestra Madre la Virgen de la Amargura, el grupo escultórico está ubicado en una dependencia anexa a la Capilla de Jesús Nazareno de Palencia (Castilla y León, España).

## Historia

### Elaboración

#### Contrato
La idea de crear un paso con esta escena evangélica surgió en el cabildo del 20 de septiembre de 1693. Según el contrato, firmado el 8 de noviembre del mismo año ante el escribano Miguel Aguado, Antonio Vázquez se comprometía a elaborar un grupo escultórico compuesto por las figuras de Jesús Nazareno, Santa Verónica y un sayón, actuando como fiador Gabriel García Carretero:

Sépase por esta pública escritura cómo nos, Antonio Vázquez, maestro escultor, vezino desta ciudad de Valladolid, como principal, y Gabriel García Carretero, vezino desta de Palencia, como su fiador y principal pagador, haziendo, como yzo, de déuda y causa ajena suia propia, y ambos a dos juntos y juntamente de mancomún... dezimos que por quanto yo el dicho Antonio Vázquez e contratado con la confradía de Jesús Nazareno de esta ciudad el azer y fabricar diferentes figuras para el primer paso de la prozisión que se aze el Viernes Santo de cada año, por la mañana, las quales sus formas, cantidades y condiziones son las siguientes:

Primeramente, una echura de Jhs Nazareno humillado con la cruz a cuestas, a imitazión de el que tiene la confradía en el altar de su palazio con cabello de talla.
Un sayón, como que lleba con la mano yzquierda una beta de cabello, y con la otra un amago, como que le ba a dar con una mazaporra.
Una muxer Berónica a la acción de quererle umillar para enjugar el rostro a nuestro Señor.: 121 

En la escritura figura también que se debían emplear dos tipos de madera: pino seco para el tronco, los brazos y las piernas, y peral para los rostros y las manos. Queda plasmado a su vez que los ojos de las tallas debían ser de cristal y que la policromía tenía que ser al óleo en los cuerpos y a pulimento en los rostros y las manos, describiéndose además cómo debían ser los ropajes:

Y dichas figuras es condición an de ser de madera de pino seco y limpio, y los rostros y manos de peral y los ojos de cristal; y a de ser arrimándose a el desnudo.

Yten, que se aian de pintar todos los cuerpos a el olio: los rostros y manos al polimento y mates; y el manto de Jesús a de ser morado y un dedo de perfil de oro; y el sayón que a de ir de el cabello con medios botines y el cuerpo encamado y bordado, y enzima arregazada una basquiña azul, y por enzima se a de orlar un dedo de oro y a de llebar un rebozino por los ombros de dibersas labores, y por adentro a de ser paxizo, y a de yr en pelo, que a de ser en talla, con su debantal.: 121 

También consta qué tamaño debían tener las imágenes así como la hechura del tablero para procesionar el paso y la fecha en que el mismo debía entregarse:

Que aian de ser dichas figuras dos dedos más que de el natural. Yten, que se a de azer el tablero con tres brazos, con el largo y ancho que fuere nezesario, con sus tornillos y diez orquillas con sus astas, y que dichas fiaras se an de entregar para el día siguiente de mediado de quaresma de el año que biene de nobenta y quatro.: 120–121 

Respecto a los honorarios, Vázquez percibiría una suma de 1800 reales pagadera en tres plazos: la primera cantidad sería abonada al inicio de la obra, la segunda tras la entrega de las tallas, y la tercera cuatro meses después, siendo el pago susceptible de ser rebajado en caso de que las figuras no cumpliesen las condiciones exigidas por la cofradía:

Yten, con condizión que los mill y ochozientos reales que se an de pagar en tres plazos, que es la cantidad en que está conzertada dicha obra a toda costa, a de ser el primero luego para comenzar dicha obra; el segundo, quando se entreguen dichas figuras y demás en la conformidad referida, y el terzero de seiszientos reales, con que azen los dichos mill y ochozientos, quatro meses después de dicha entrega, en cuio tiempo se an de ber si an endido o no, y si están dichas figuras a satisfazión y contento de dicha confradía, arreglándose a las condiziones referidas, y en caso se falte alguna condizión, se nos a de baxar de dicha cantidad lo que pareziere justo; y donde no, se nos pueda obligar por dicha confradía a cumplir con dichas condiziones.: 122 

Por último, Vázquez y Carretero se obligaban con sus bienes al cumplimiento de lo estipulado, constando la presencia durante la firma de la escritura de los alcaldes de la confradía José Cozina y Sebastián Bartolomé y figurando como testigos los vecinos de Palencia Francisco de la Bega, Ignacio Martínez y José Antón Magaz:

Mediante lo qual, nos, los dichos prinzipal y fiador, nos obligamos con nuestras personas y bienes muebles y raizes, presentes y futuros, de cumplir en todo y por todo con el contesto de toda esta escriptura, sus calidades y condiziones, sin faltar cosa alguna, y a ello se nos pueda obligar y compeler por todo rigor. Presentes a esta escriptura Joseph Cozina y Sebastián Bartolomé por su parte, como alcaldes de dicha confradía, azeptaron esta escriptura según y como en ella se contiene... y así lo otorgamos ante el presente escrivano y testigos, en la ciudad de Palencia, a ocho días del mes de nobiembre de mill y seiscientos y nobenta y tres años, siendo testigos Francisco de la Bega, Ygnazio Martínez y Joseph Antón Magaz, vezinos estantes en esta ciudad, y los otorgantes a quien yo el escrivano doy fee conozco. Firmó el que supo; y por el que no, un testigo.: 122 

#### Tallas
Santa Verónica y Sayón del amago
Fechadas en 1694, pese a que Vázquez tenía encomendadas inicialmente las tallas del Nazareno, la Verónica y un sayón portando una cachiporra, finalmente solo elaboró estas dos últimas, con un valor de 812 reales, mientras que por el tablero se le pagaron 388 reales, costando el tafetán, las colonias blancas y la pintura de los tres paños de la Verónica para limpiar el rostro de Jesús un total de 13 reales:: 76 

Mas se les azen buenos ochozientos y doze reales que pagaron a Antonio Vázquez, maestro escultor y vezino de la ciudad de Valladolid, por el trabajo de las dos echuras que hizo de talla a toda costa, que fueron una mujer Verónica y un Sayón para el paso de Jhs Nazareno, en que entró el tablero, que con trezienitos y ochenta y ocho reales que a dicho maestro pagó Manuel de la Huerta, rezetor, como consta de su quenta, se acabó de pagar al dicho Antonio Vázquez mill y duzientos reales en que se conzertó dichas dos echuras, lo qual consta de rezibos de dicho maestro.: 123 

Jesús Nazareno
Respecto a la imagen de Jesús Nazareno, realizada también en 1694, esta corrió a cargo de José de Rozas, quien cobró 485 reales por su factura:

Mas se le azen buenos quatrozientos y zincuenta y dos reales que pagaron a Joseph de Rozas, maestro escultor y vezino de la ciudad de Valladolid, por el trabajo de la echura de un Jesús Nazareno al caer, todo de talla entera, que con treinta y tres reales que a dicho maestro pagó Manuel de Güerta, rezetor, como consta de su quenta, se acabó de pagar los quatrocientos y ochenta y cinco reales de la dicha echura, en que entró sesenta reales que la confradía mandó se le diesen de agasaxo a dicho maestro, de que dio rezibos.: 123 

Por su parte, la cruz que carga sobre la espalda fue elaborada por Vázquez y tuvo un precio de 50 reales:

Mas se le hazen buenos zinquenta reales que pagó al dicho Antonio Vázquez por una cruz que hizo para el Jhs. Nazareno con su tornillo, de que dio rezibo.: 123 

Comprobación y traslado
Tras la hechura de las tres imágenes se pagaron 80 reales a Andrés de Pereda y a otro hombre no identificado por acudir a comprobar si las tallas cumplían con los requisitos establecidos, constando a su vez un pago de 62 reales en concepto del transporte del paso:

Mas se le azen buenos ochenta reales que pagó a Andrés de Pereda y compañero, maestros escultores y vezinos de Valladolid, por el coste que tubieron de visitar las tres figuras referidas y dixesen si estaban según las condiziones con que dichos dichos maestros las dieron por buenas, por estar según arte.: 123 

Mas se le azen buenos sesenta y dos reales que tuvo de costa el traer las tres echuras de Valladolid.: 123 

Simón de Cirene y Sayón de la trompeta
El 29 de enero de 1696 se contrató con Bernardo López de Frías la elaboración de las imágenes de Simón de Cirene y un sayón tocando una trompeta, valoradas ambas en 800 reales, para ser incorporadas al grupo escultórico, efectuando el entallador a mayores la modificación del sayón que portaba anteriormente la soga (de fecha desconocida), el cual sería retirado y reubicado en el desaparecido paso de El Redopelo:

En este Cabildo fue propuesto por mí, Antonio Pérez, cómo abiéndose echo el año pasado de nobenta y quatro la ymagen de Jhs Nazareno, la mujer Berónica y el Sayón del amago, todo de talla, y estar con mucha dezenzia y luzimiento, que pareze era defecto que el Sayón que lleba la soga era muy pequeño a bista de la ymaxen y figuras referidas, sería muy a propósito acomodarle en el paso del Redopelo, por ser de la misma quantidad las que en él ay, y para el de Jhs Nazareno azer un sayón del grandor de las demás figuras que ay en el dicho paso y otra echura de Simón Cirineo, ambas de talla, por ser ésta del [ilegible] y estar muy mal parada y ser también pequeño, por cuyas razones conbenía el azer dichas dos figuras con más perfeczión... y ésto, si fuere posible, se a de azer para la prozesión del Biernes Santo deste dicho año y a más no poder por ser el tiempo corto, sea para el año que biene de nobenta y siete.: 122–123 

Mas se le azen buenos ochozientos reales que pagaron a Bernardo López de Frías, maestro escultor vezino de la ciudad de Rioseco, por el trabaxo de las dos echuras que hizo de talla entera a toda costa, que fueron Simón Cirineo y el Sayón que lleva de la soga y toca una corneta. 
Mas se le azen buenos trezientos reales que asi mesmo pagó al dicho maestro por el trabajo de aber puesto otros calzones al Sayón de la maza porra; y al Sayón que antiguamente llevaba la soga volveile los brazos, el qual se acomodó con el Redopelo, en forma que va con un azadón aziendo el oyo para fixar la cruz de Cristo, y aber puesto al Cristo del Redopelo el caballo de talla y un terrazo donde va el Señor y aber vuelto un brazo al soldado que va en el paso de Lonjinos.: 124 

### Restauración
El grupo escultórico fue restaurado en 2004 con un presupuesto de 54 868 euros gracias al certamen escolar Los Nueve Secretos, promovido por la Fundación del Patrimonio Histórico de Castilla y León con motivo de la propuesta de los estudiantes del Instituto de Enseñanza Secundaria Victorio Macho de Palencia, cuyo trabajo La obra escultórica de José de Rozas en la Cofradía de Jesús Nazareno fue seleccionado por la fundación para ser incluido en su programa de actuaciones.
Deteriorado como consecuencia de repintes y de la aplicación de productos de limpieza inadecuados, el conjunto adolecía de daños provocados por las procesiones, hallándose piezas separadas, fragmentadas o mal encoladas, como por ejemplo un dedo índice de Santa Verónica, mientras que todas las imágenes sufrían levantamiento de la policromía, agravado esto por la oxidación de los barnices, el cúmulo de suciedad y las deficiencias en el anclaje de las tallas a la plataforma. Las capas de pintura presentes en las figuras eran tan numerosas que en el caso de los sayones algunas partes anatómicas (como la definición de las venas y los músculos) habían quedado ocultas. Tras descubrirse la policromía original, cada una de las imágenes fue sometida a un proceso de curación y prevención para evitar un ataque de xilófagos, consolidándose la plataforma y fijándose los estratos de color y los dorados. A mayores se encolaron las partes desprendidas o fragmentadas y se eliminaron los barnices, aplicándose en último lugar una capa protectora además de asegurarse los anclajes.

## Descripción
Copia del paso homónimo vallisoletano tallado por Gregorio Fernández en 1624 y conservado en el Museo Nacional de Escultura, el de Palencia, de factura más modesta, consta de cinco imágenes en vez de seis como el original, ya que en el de Valladolid hay tres sayones (uno con una cachiporra, otro portando la soga y el último tocando la tompreta), mientras que en el de Palencia hay dos (uno con una cachiporra y otro tirando de la soga y tocando la trompeta al mismo tiempo). De izquierda a derecha aparecen el Cirineo, el sayón con la cachiporra (Sayón del amago), Jesús Nazareno, la Verónica y el Sayón de la trompeta, teniendo el paso vallisoletano un grado de equilibrio superior al estar la escena dividida en dos grupos de tres personajes cada uno y todo ello con el Nazareno como eje central, aunque el de Palencia muestra a su vez una cuidada disposición escenográfica la cual permite la correcta visión de la obra en su conjunto así como de las figuras individualmente. Este paso es, a mayores, el más logrado de todos los pasos del siglo xvii que posee la cofradía, siendo las imágenes de mayor calidad el Nazareno, la Verónica y el Cirineo:: 88 

### Jesús Nazareno
De talla completa a diferencia del Nazareno del paso vallisoletano, la talla muestra a Cristo ligeramente encorbado por el peso de la cruz, la cual carga sobre su hombro izquierdo. El brazo izquierdo está flexionado y la mano posada en el madero, mientras que el brazo derecho, también flexionado, se halla suspendido en el aire. Luce una barba rizada y partida a la altura del mentón así como una melena con raya al medio y caída ordenada por la espalda, destacando unos ojos profudamente abiertos y una boca en la que pueden apreciarse las dentaduras superior e inferior. Como indumentaria viste una túnica marrón oscuro sin adornos y cubierta de pliegues rígidos y angulosos los cuales siguen un patrón marcadamente diagonal a medida que caen, destacando tres grandes pliegues en la manga derecha.
De gran portento y corte armonioso, la imagen huye de la representación teatral y los típicos vuelos de las telas destinados a crear la sensación de que son movidos por el viento, todo ello en pos de un mayor grado de naturalismo con un ligero toque dramático. El semblante, de gran patetismo y misticismo, posee influjo de la escuela castellana y refleja una mezcla de entre angustia y dolor, dotado todo de gran realismo y enmarcado en el barroco puro. El rostro, cubierto por finas líneas sanguinolentas, es a la vez humano y sobrenatural, caracterizado por una mirada serena y piadosa la cual transmite al mismo tiempo fuerza, ternura y bondad dentro de un tormento opresor.: 88–89 

### Santa Verónica
Perteneciente al igual que la imagen del Nazareno a la escuela realista española, la Verónica figura encorbada y sujetando un paño con el rostro de Cristo plasmado en él (de factura reciente y realizado en encaje de bolillos). El dolor de la escena queda reflejado en la talla por la suave inclinación de la cabeza, la mirada de resignación, la tristeza expresada por la abertura de la boca, la postura de ambos brazos y el gesto de las manos, quedando patente a su vez un sentimiento de enorme gratitud por constituir este episodio aquel en que se representa la Santa Faz. Viste una túnica en tono marfil ajustada con cíngulo rojo y una capa oscura con estampado floral y envés en bermellón, destacando una melena azabache cuidadosamente recogida en un moño con forma de rosca, muy similar al que luce la talla de María Magdalena del grupo El Descendimiento, de Gregorio Fernández; este recogido posee reminiscencias con los peinados griegos y celtas y, sobre todo, con las cabezas de la Venus de Milo y la Venus de Cnido; la del Efebo Westmacott, de Policleto; las de las diosas
eleusinas, de Fidias; y las de las plañideras de un cortejo fúnebre de la necrópolis tebana.: 89 

### Simón de Cirene
Imagen de gran expresividad, el Cirineo se caracteriza por su sobriedad y realismo. El tono mate del rostro, su pose de aldeano y la vestimenta propia del siglo xvii hacen que sea una obra eminentemente naturalista, resultando la cara espiritualizada gracias a la compasión que transmite al momento de cargar la cruz para mitigar el sufrimiento de Cristo.: 89  Viste sayo granate con capucha y botonadura frontal (artísticamente recogido en el brazo izquierdo), mangas de color verde oscuro parcialmente cubiertas por tela granate, camisa larga de color blanco con franjas azules y botas altas del mismo color que el sayo.

### Sayón del amago
El Sayón del amago se muestra encorbado hacia la cruz con la mano izquierda tocando un mechón del cabello de Jesús y el brazo derecho alzado y dispuesto a asestarle un golpe con una cachiporra. El rostro, de rasgos grotescos: 89  acorde a la costumbre de la época de representar a los verdugos con aberraciones faciales, luce un grueso bigote con las puntas hacia arriba y una perilla, llevando como indumentaria un jubón rojo, mangas color marfil, botas marrones y calzones ocre con acuchillado a través del cual se aprecia tela en verde oscuro.

### Sayón de la trompeta
El Sayón de la trompeta, caricaturesco y falto de naturalidad al igual que el otro sayón,: 89  es la imagen de mayor movimiento debido al pronunciado avance de la pierna derecha así como al arqueamiento de la espalda, figurando erguido mientras toca una trompeta con la mano derecha a la vez que con la izquierda tira de una soga de fibra natural a la que Cristo se encuentra sujeto por el cuello. Viste jubón amarillo con filigrana, camisa blanca, calzones de un tono amarillo más intenso que el jubón y con acuchillado el cual deja entrever tela granate, gorro gris con franjas negras, medias caídas en verde oscuro y botas de color granate.